# 永鋆
貝勒永鋆（1771年11月16日—1820年10月28日），淳慎郡王弘暻第八子，母側室顏氏，其父為顏常福，淳親王系第三代。
他在乾隆三十六年十月（1771年）出生，乾隆四十三年二月（1778年）接替父親成為淳親王第三代，但因為淳親王並非世襲罔替的爵位，因此他的封爵只是貝勒。
嘉慶二十五年九月（1820年）他去世，虛齡五十岁，由次子綿清襲封淳親王系第四代，不過需遞降為貝子襲封。
永鋆的嫡夫人鈕祜祿氏正是清朝權臣和珅的女兒，生一子绵算六岁早夭（即和珅外孙），鈕祜祿氏生女数人，长女郡君额驸第一历史档案馆有档（即和珅外孙女）。永鋆另有侧室、妾，生多人。